# گاربج (آلبوم)
گاربج (به انگلیسی: Garbage) نخستین آلبوم استودیویی از گروهٔ موسیقی راک آمریکایی گاربج می‌باشد که در ۱۵ اوت سال ۱۹۹۵ از سوی آلمو ساندز منتشر گردید. این آلبوم پس از انتشار با تحسین منتقدان روبه‌رو شد و برخی آن را یک اثر نوآورانه در زمان خود دانستند. آلبوم در رتبهٔ ۲۰ جدول بیلبورد ۲۰۰ ایالات متحده و رتبهٔ ۶ جدول آلبوم‌های بریتانیا قرار گرفت و در چندین کشور دیگر نیز در میان ۲۰ آلبوم پرفروش جای گرفت و موفق به دریافت گواهی چند پلاتین شد. موفقیت این آلبوم با تبلیغ آن از سوی گروه طی توری یک‌ساله تقویت شد؛ که در آن هم در جشنواره‌های اروپایی اجرا داشتند و هم در سال ۱۹۹۶ با اسمشینگ پامپکینز همکاری کردند، این موفقیت همچنین با روند انتشار تک‌آهنگ‌هایی که به‌تدریج موفق‌تر می‌شدند ادامه یافت؛ نقطه عطف این روند «دختر احمق» بود. این قطعه در سال ۱۹۹۷ در دو بخش بهترین آهنگ راک و بهترین اجرای راک گروهی یا دونفره نامزد جایزهٔ گرمی شد.
این آلبوم در اکتبر سال ۲۰۱۵ به مناسبت بیستمین سالگرد انتشارش مجدداً چاپ شد. نسخهٔ جدید حاوی قطعات بازسازی‌شده از نوارهای آنالوگ اصلی، به‌همراه ریمیکس‌ها و نسخه‌های متفاوت و منتشرنشده‌ای از برخی قطعات آلبوم بود.